# Улица Клыкова (Элиста)
Улица Клы́кова — одна из основных улиц Элисты. Важная транспортная артерия, связывающая центральную и восточную части города. Улица названа в честь партизана Юрия Клыкова, погибшего в Элисте в 1942 году.

## Расположение
Улица Клыкова тянется c запада на восток параллельно улице Ленина. Протяжённостью более 2 километров, она берёт своё начало от Т-образного перекрестка с улицей Пушкина и заканчивается перекрёстком с круговой организацией движения с улицей Пюрбеева. Улица Клыкова имеет Т-образные пересечения с улицами Губаревича, Гагарина и Советским переулком. Улицу пересекают улицы Чкалова, Серова, Полины Осипенко, Илюмжинова и Лизы Чайкиной.
Нумерация осуществляется с запада на восток: по правой стороне улицы — чётные здания, по левой — нечётные.

## Значимые здания
В зданиях по улице Клыкова размещаются магазины различной направленности, государственные административные и культурные учреждения, офисы общественных организаций.
- угол улиц Пушкина и Клыкова — Дворец культуры «Октябрьский»;
- Калмыцкая энергетическая компания;
- Управление ФСБ по Республике Калмыкия;
- Городской отдел полиции;
- Католический храм Святого Франциска Ассизского;
- Водоканал;
- д. 83 — почтовое отделение 358003;
- «Зелёный рынок».

## Транспорт
Улица является транспортной артерией, связывающей западную часть и центр города с восточными районами города. По улице ходят автобусные маршруты № 1, 5, 6, 12, 19, 20, 25, 26 с остановками «Горотдел», «Чкалова», «Осипенко», «Батальон» (по требованию), «Водоканал» (по требованию), «101 квартал», «Швейная фабрика» (по требованию), «Магазин Кермен».

## Достопримечательности
- д. 63 — Буддийский храм (хурул) «Золотая обитель Будды Шакьямуни»;
- д. 78 — Католический храм святого Франциска Ассизского.

## Галерея
- Золотая обитель Будды Шакьямуни
- Католический храм святого Франциска Ассизского